# Chittagong
Chittagong (bengalsko:চট্টগ্রাম) je mesto v južnem Bangladešu. Leta 2008 je mesto imelo 2.579.107 prebivalcev in je tako drugo največje mesto v Bangladešu.